# Johanna Mattsson
Malin Johanna Mattsson, född den 2 maj 1988 i Gällivare, är en svensk brottare. Hon tävlar för Gällivare SK men bor i Helsingborg, där hon är tränare på brottargymnasiet. Hon är syster till Sofia Mattsson.
Johanna Mattsson vann år 2014 guld i 60 kg vid EM i Vanda, Finland. Tidigare meriter på seniornivå är EM-brons 2006, EM-guld 2009 och VM-brons 2010. Dessutom innehar hon ett antal titlar från junior- och ungdomsmästerskap. Hon tävlade i 58-kilosklassen vid OS 2016, men förlorade i första matchen mot indiskan Sakshi Malik.